# 9688 Goudsmit
A 9688 Goudsmit (ideiglenes jelöléssel 4665 P-L) a Naprendszer kisbolygóövében található aszteroida. Cornelis Johannes van Houten, Ingrid van Houten-Groeneveld és Tom Gehrels fedezte fel 1960. szeptember 24-én.